# Joseph MacRory
Joseph MacRory (19 de março de 1861 – 13 de outubro de 1945) foi um cardeal irlandês da Igreja Católica Romana que serviu como arcebispo de Armagh de 1928 até sua morte. Ele foi elevado ao cardinalato em 1929. Ele é considerado o principal clérigo católico na Irlanda durante o período que abrange a Revolta de 1916, a Partição e a Segunda Guerra Mundial. 

## Vida
Joseph MacRory, um dos dez filhos do agricultor Francis MacRory e sua esposa Rose Montague, estudou no St. Patrick's College, em Armagh, e no St. Patrick's College, em Maynooth . Em 13 de setembro de 1885, ele recebeu o sacramento da Ordem . De 1886 a 1887, ele liderou a Academia Dungannon como presidente. Posteriormente MacRory ensinou exegese e teologia no Oscott College em Birmingham até sua nomeação como professor de exegese e línguas orientais em sua alma mater , Maynooth College em 1889, onde se tornou vice-presidente em 1912. Em 1906, MacRory fundou com outrosQuarterly Theological irlandês .
Papa Bento XV nomeou-o bispo de Down e Connor em 9 de agosto de 1915 . Ele recebeu a consagração do bispo em 14 de novembro do mesmo ano, o Arcebispo de Armagh Michael Cardinal Logue ; Os co- consagradores foram Patrick Joseph O'Donnell , bispo de Raphoe , e Joseph Hoare , bispo de Ardagh e Clonmacnois . Seu lema episcopal era: Fortis in Fide ("Forte na fé"). Durante os tumultos em Belfast de 1920 a 1922MacRory tornou-se o "protetor" da minoria católica da cidade, com quase 500 mortes. Ele assumiu um papel bastante político e ajudou, por exemplo, na organização do boicote das empresas de Belfast pelos nacionalistas irlandeses. Após a assinatura do tratado anglo-irlandês , MacRory apoiou a ala dos apoiantes do Tratado no Sinn Féin com Michael Collins .
A sucessão de Patrick Joseph O'Donnell após sua morte como Arcebispo de Armagh e Primaz de toda a Irlanda, ingressou em 22 de junho de 1928. Em 16 de dezembro de 1929, Pio XI o levou . como padre cardeal com a igreja titular de San Giovanni a Porta Latina no Colégio dos Cardeais . Ele esteve presente em 1933 como Legado Apostólico na colocação da pedra fundamental da Catedral Metropolitana de Liverpool . MacRory sugeriu que Eoin O'Duffy forme uma Brigada Irlandesa em apoio ao golpe do General Francisco Franco na Guerra Civil Espanhola . Como cardeal ele participou do conclave em 1939 , o Pio XII. eleito para o papa. MacRory era um opositor enérgico da injustiça social, do protestantismo e da divisão da Irlanda.
Depois de uma doença curta, o cardeal morreu aos 84 anos de idade em 13 de outubro de 1945, após um ataque cardíaco em Ara Coeli, a residência arquiepiscopal em Armagh. Ele está enterrado no Cemitério da Catedral de St. Patrick, na mesma cidade.

## Link Externo
- Salvador Miranda. «Mac Rory, Joseph». fiu.edu – The Cardinals of the Holy Roman Church (em inglês). Universidade Internacional da Flórida. Consultado em 24 de novembro de 2016
- Cheney, David M. «Joseph MacRory» (em inglês). Catholic-Hierarchy.org